# Familiäre viszerale Myopathie
Die Familiäre viszerale Myopathie ist eine sehr seltene angeborene Erkrankung mit einer (funktionellen) Rückbildung der glatten Muskulatur (myopathischen Degeneration) des Nervensystems der Darmwand und des Harn- und Geschlechtsapparates.
Hauptmerkmal klinisch ist eine chronische intestinale Pseudoobstruktion.
Synonyme sind: Megaduodenum und/oder Megazystis; Megazystis-Mikrokolon-intestinale Hypoperistaltik-Syndrom; MMIHS; Infantile viszerale Myopathie; Berdon-Syndrom; Idiopathische intestinale Pseudoobstruktion
Die Erstbeschreibung stammt aus dem Jahre 1977 durch die US-amerikanischen Ärzte Michael D. Schuffler und Charles E. Pope II.

## Verbreitung
Die Häufigkeit ist unbekannt, die Vererbung erfolgt autosomal-dominant.
Meist sind das Duodenum oder Colon, selten Speiseröhre und Harnblase beeinträchtigt.

## Ursache
Der Erkrankung liegen Mutationen im ACTG2-Gen Chromosom 2 Genort p13.1 zugrunde.

## Formen
Je nach im Vordergrund stehender Auffälligkeiten können unterschieden werden:
- Idiopathische intestinale Pseudoobstruktion
- Megazystis-Megaureter-Syndrom
- Megazystis-Mikrokolon-intestinale Hypoperistaltik-Syndrom[4]

## Klinische Erscheinungen
Klinische Kriterien sind:
- Manifestation in allen Altersgruppen, meist nach dem ersten Lebensjahrzehnt
- intestinale Pseudoobstruktion mit Auftreibung des Abdomens und/oder Schmerzen, Koliken
- Megaduodenum
- Megazystis
- Erbrechen
- Obstipation oder Diarrhoe
- Harnwegsinfektionen, evtl. Harnverhaltung
- Gewichtsverlust

## Diagnose
Die Diagnose stützt sich auf die massive Luftfüllung von Darmabschnitten ohne Stenosezeichen im Röntgenbild (Abdomenübersicht) sowie die Ergebnisse der Biopsie mit Atrophie und bindegewebiger Umwandlung der äußeren längs verlaufenden Muskelschichten ohne Entzündungszeichen.

## Behandlung
Eine Therapie kann ggf. operativ erfolgen.